# Aušra Augustinavičiūtė
Aušra Augustinavičiūtė (4 aprile 1927 – 19 agosto 2005) è stata un'economista, sociologa e psicologa lituana autrice di numerose teorie e scoperte scientifiche, e fondatrice della socionica, una teoria dei tipi di personalità ispirata alle idee di Carl Gustav Jung, e combinando sociologia e psicologia..

## Biografia
Nacque in Lituania non lontano dalla città di Kaunas. Nel 1956 si laureò alla facoltà di economia dell'università di Vilnius in Economia finanziaria. 
Lavorò nel Ministero delle finanze della Repubblica Sovietica Lituana e come insegnante di politica economica in differenti istituzioni educative di Vilnius. Ebbe un largo numero di seguaci in molti stati dell'allora Unione Sovietica. I suoi studi inizialmente di natura strettamente economica, riguardarono lo scambio delle informazioni tra gli individui. Successivamente tali studi vennero integrati dapprima nella sociologia e successivamente nella psicologia
Le sue opere scientifiche, con pochissime eccezioni, non vennero pubblicate durante il periodo sovietico, ma diventarono sempre più popolari durante gli anni 1990. Augustinavičiūtė era, per la classificazione della socionica, un tipo psicologico ILE.